# Sirmio
Sirmio (in latino Sirmium), l'attuale Sremska Mitrovica in Serbia, fu un'importante città della Pannonia romana lungo il fiume Sava. L'attuale regione della Sirmia ha preso il nome da questa città. Numerose spedizioni militari furono infatti preparate proprio in questa città, spesso utilizzata come quartier generale. Ciò accadde sotto Marco Aurelio (durante le guerre marcomanniche), Massimino il Trace e Claudio II (nel 270).

## Storia

### I secolo a.C. e I d.C.
Sirmio fu una delle città più antiche d'Europa: le prime tracce di vita umana organizzata reperite dagli archeologi risalgono al 5.000 a.C. La città, fondata nei territori delle tribù celtiche di Scordisci e Amantini nel III secolo a.C., fu conquistata per la prima volta dai Romani nel corso delle campagne dalmato-illiriche (13-9 a.C.) condotte da Tiberio e Marco Vinicio. Un ventennio più tardi, nel corso della rivolta dalmato-pannonica del 6-9, le truppe romane agli ordini di Aulo Cecina Severo riuscirono a difendere l'importante roccaforte (nel 6), organizzando per l'anno seguente l'offensiva che portò a rioccupare l'intera valle della Sava, via di comunicazione fondamentale per la vittoria finale romana. E sotto la dinastia dei Flavi, Sirmio raggiunse lo status di colonia romana, mantenendo un importante ruolo strategico nell'area nella nuova provincia romana di Pannonia. È probabile che durante le campagne daciche di Domiziano siano state installate in zona alcune vexillationes della legio II Adiutrix.

### Da Traiano all'anarchia militare

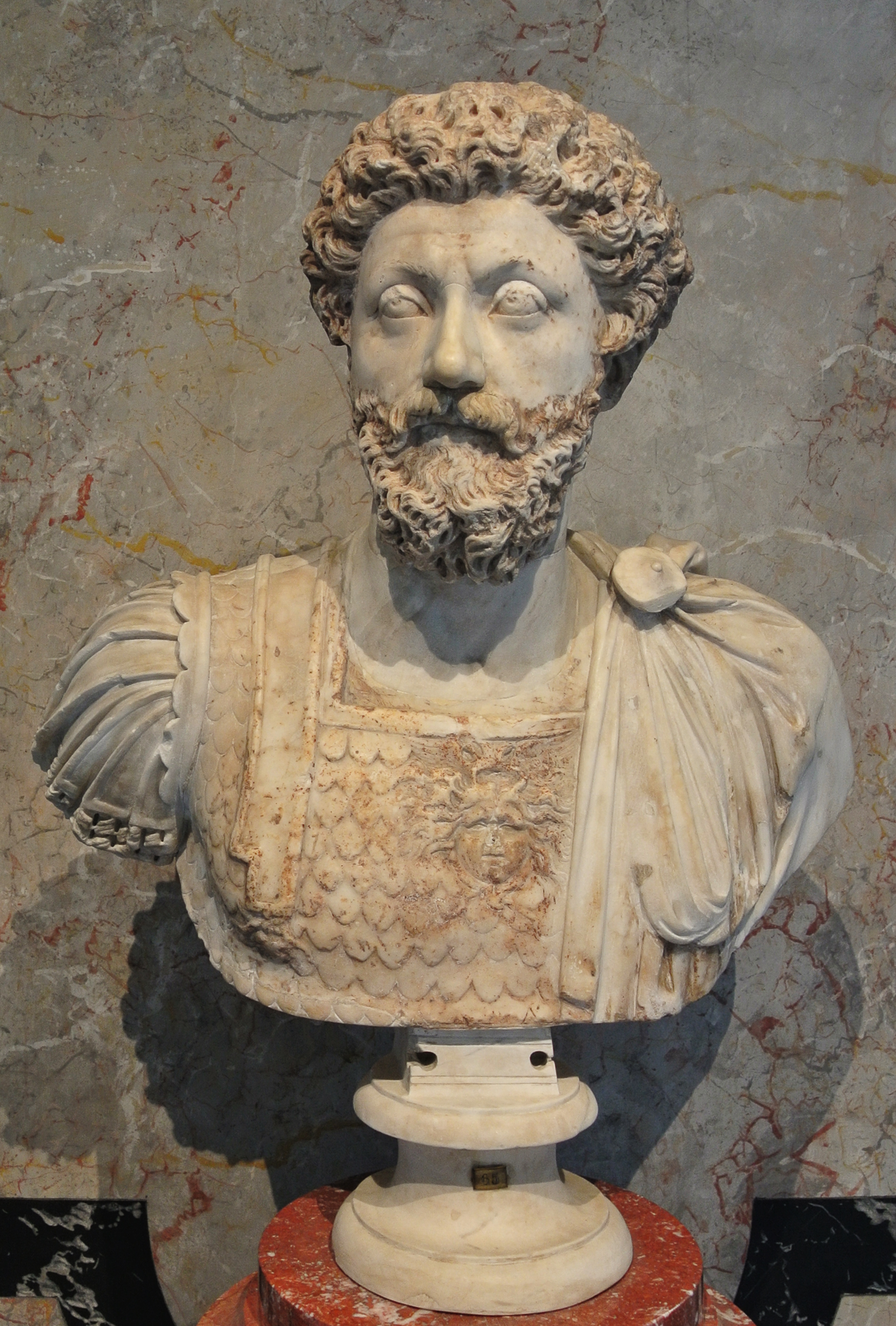
L'imperatore Marco Aurelio, secondo lo storico cristiano Tertulliano, morì poco distante da Sirmio, il 17 marzo del 180.

Nel 103, una volta terminata la prima fase della conquista della Dacia, la Pannonia fu divisa da Traiano in Pannonia superiore e inferiore, e Sirmio divenne capitale di quest'ultima, almeno fino a quando Adriano la portò ad Aquincum un quindicennio più tardi (costruendovi anche un nuovo palazzo del governatore). Durante le guerre marcomanniche fu anche quartier generale delle armate settentrionali di Marco Aurelio negli anni 174 e 175 durante la prima expeditio germanica e nel 179-180 durante la secunda expeditio germanica. Qui potrebbe essere stata trasportata la salma dello stesso imperatore filosofo, morto il 17 marzo del 180, secondo quanto ci tramanda lo storico cristiano Tertulliano, contemporaneo ai fatti.
Nella città furono insediati numerosi beneficiari consulares della legio II Adiutrix e della legio IV Flavia Felix a partire dalla metà del II secolo fino alla prima metà del III secolo. Non a caso divenne nuovamente "quartier generale" per le nuove campagne di Massimino il Trace negli anni 236-237, quando l'obbiettivo erano gli Iazigi della piana del Tisza.
Massimino, infatti, dopo aver reso sicure le frontiere della Germania, si recò in Pannonia a Sirmium per l'inverno (del 235/236) e condusse nuove campagne contro i sarmati Iazigi della piana del Tibisco, che avevano provato ad attraversare il Danubio dopo circa un cinquantennio di pace lungo le loro frontiere, ed i vicini Quadi (come sembra testimonino alcune iscrizioni rinvenute in zona Brigetio). Egli aveva un sogno: quello di emulare il grande Marco Aurelio e conquistare la libera Germania Magna. Il suo quartier generale, posto a Sirmium, era al centro del fronte pannonico inferiore e dacico. Così infatti riporta la Historia Augusta:
(Historia Augusta - I due Massimini, 13.3.)

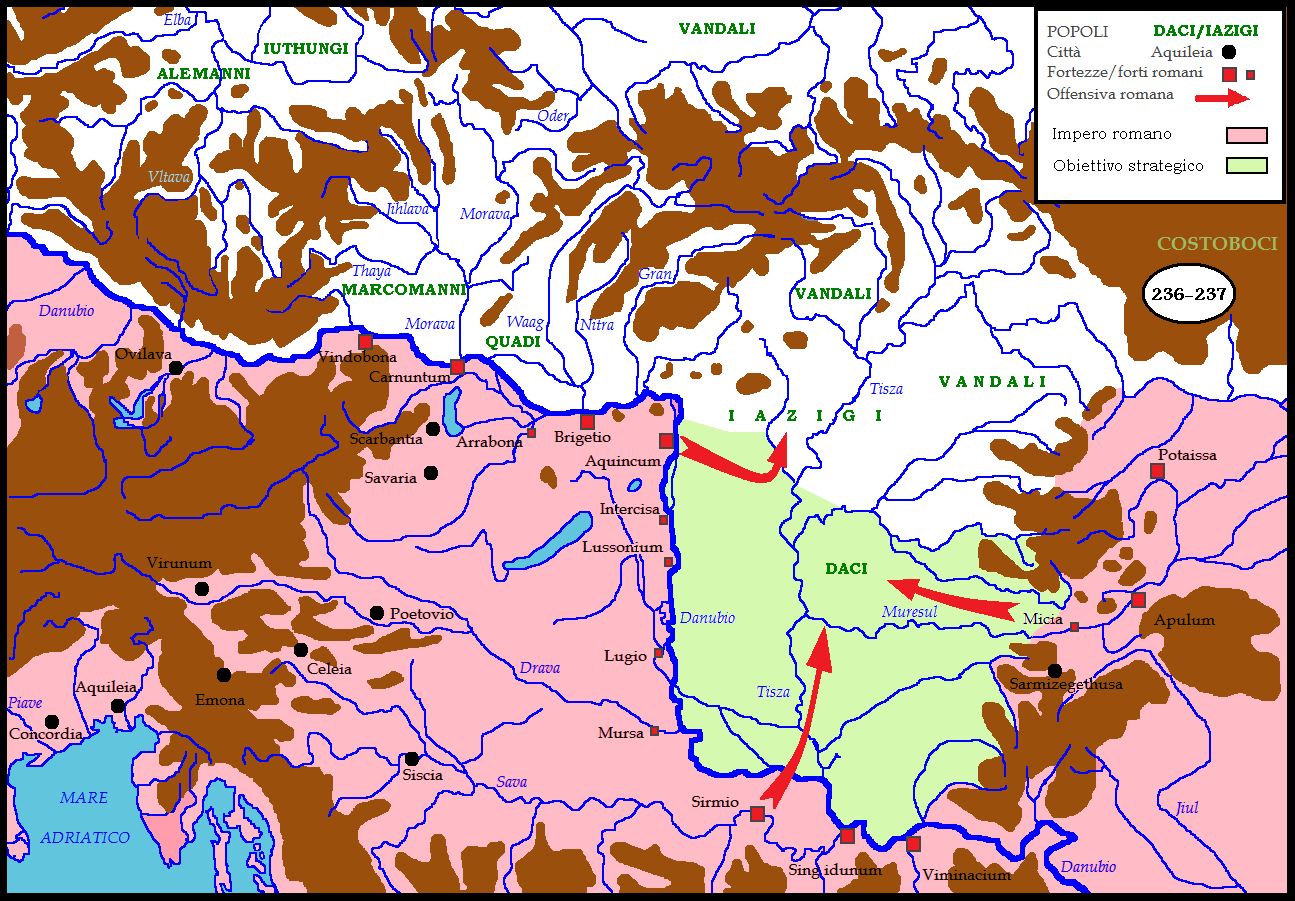
Le operazioni militari di Massimino in Sarmatia, contro Iazigi e Daci liberi del 236 e 237.

Numerose appaiono, infine, le iscrizioni lungo il tratto di limes pannonicus che univa nell'ordine i castra di: Ulcisia Castra, Aquincum, Matrica, Intercisa, Annamatia, Lussonium, Alta Ripa, Ad Statuas, Sopianae e Mursa, a testimonianza delle campagne militari nell'area sarmatica. In numero inferiore sono invece le iscrizioni lungo il tratto di limes dacicus, come ad esempio nella fortezza legionaria di Apulum.
Grazie ai successi ottenuti sul Danubio, l'imperatore poté ottenere i titoli di Dacicus (fine del 236-inizi del 237) e Sarmaticus (nel 237).
Attorno agli anni 245-247 fu istituito un comando militare generale e centralizzato, pririo a Sirmio, per l'intera frontiera del medio e basso Danubio che avrebbe dovuto comprendere, pertanto, le province di Pannonia inferiore, Mesia superiore ed inferiore, oltre alle Tre Dacie. A capo di questo distretto militare fu posto Tiberio Claudio Marino Pacaziano. E nel 260 potrebbe esserci stato lo scontro decisivo (se non fu invece a Mursa) tra le armate di Gallieno (imperatore legittimo) e quelle dell'usurpatore Ingenuo.
Aureliano, una volta morto Claudio II, fu proclamato imperatore da parte delle truppe di stanza in Pannonia, proprio a Sirmium, poco prima di affrontare gli Iutungi che avevano sfondato il fronte danubiano. E il successivo imperatore Marco Aurelio Probo, nativo della città, qui vi morì nel 282, mentre il suo successore Marco Aurelio Caro, era acclamato dalle truppe riunite di Pannonia. La Historia Augusta racconta di due curiosi episodi collegati alla vita dell'imperatore Probo, il quale ordinò di piantare delle viti di ottima qualità sul vicino monte Alma, che si trovava poco a sud della città, dopo aver fatto dissodare il terreno dai soldati; nel 282, decise, invece, bonificare una vasta zona paludosa (anche con la costruzione di un canale di scolo fino alla Sava) per ampliare il territorio della sua città natale a vantaggio dei suoi abitanti, mettendo, però, a lavorare molte migliaia di soldati, tanto che questi ultimi, esasperati, lo uccisero.

### Dalla Tetrarchia di Diocleziano a Teodosio I

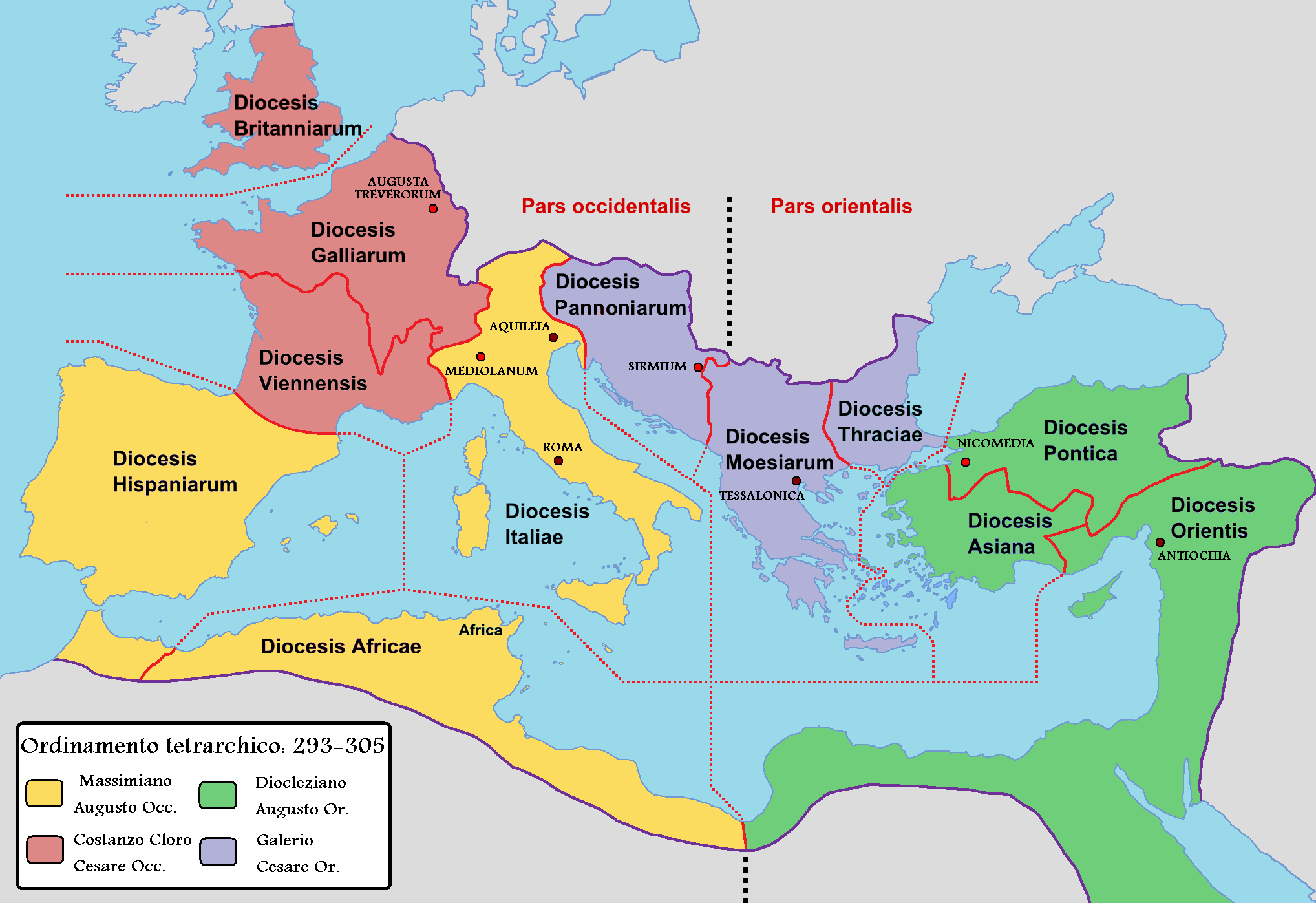
Le 12 diocesi nella nuova divisione tetrarchica dell'impero romano voluta da Diocleziano attorno al 300, con Sirmio capitale del Cesare d'Oriente.

Nell'ottobre del 293 Diocleziano si recò a Sirmium per organizzare una nuova campagna militare per l'anno successivo, contro i sarmati Iazigi. L'anno seguente, infatti, ottenne un nuovo significativo successo sulle tribù sarmatiche, tanto da essere acclamato per la terza volta con il titolo di Sarmaticus maximus.
Pochi anni più tardi, nel 296, sempre Diocleziano stabilì una nuova suddivisione territoriale della regione, dividendola in quattro province (Pannonia Prima, Pannonia Valeria, Pannonia Savia e Pannonia Secunda); Sirmio divenne capitale della Pannonia Secunda. Già nel 293, in seguito all'instaurazione della Tetrarchia, l'Impero Romano era stato diviso in quattro parti e Sirmio era diventata una delle quattro capitali al pari di Augusta Treverorum, Mediolanum e Nicomedia. Durante la Tetrarchia la città divenne la capitale dell'imperatore Galerio, mentre con l'introduzione delle prefetture del pretorio nel 318 Sirmio divenne la capitale della prefettura dell'Illyricum. Tuttavia nel 379 la prefettura dell'Illyricum fu divisa in orientale ed occidentale; quest'ultima, comprendente Sirmio, fu inglobata nella prefettura dell'Italia, mentre la parte orientale mantenne la sua autonomia con capitale Tessalonica.
Negli anni compresi tra il 317 ed il 324, Costantino vi soggiornò più volte, combattendo i Sarmati del tratto di limes pannonicus, ed ottenendo per ben tre volte il titolo vittorioso di Sarmaticus maximus (poco prima del 319, poi nel 323 ed infine nel 334). Lo stesso Mócsy crede che l'"imperatore cristiano" vi soggiornò quasi ininterrottamente fino al 324 (anno in cui le sue armate mossero contro Licinio), facendone la propria capitale e quartier generale delle armate del Danubio.
Anche Horst sostiene che tra le sue residenze imperiali preferite, nel corso degli anni compresi tra il 317 ed il 323, vi fosse Sirmium oltre a Serdica. Durante la fase finale della guerra civile (nel 324), Licinio abbandonò la città alle armate che avanzavano da Occidente di Costantino I. Alla morte di quest'ultimo (avvenuta tredici anni più tardi, nel 337), i tre figli (Costantino II, Costanzo II e Costante I), si riunirono a Sirmium, ed il 9 settembre furono acclamati Augusti dall'esercito, spartendosi l'Impero.
Il 15 marzo del 351, sempre a Sirmium, il cugino e cognato di Costanzo II, Gallo, fu nominato Cesare d'Oriente. Poco dopo Costanzo II organizzò e presiedette al concilio di Sirmio, che produsse un credo ariano e condannò Fotino di Sirmio; Costanzo prese atto della condanna e bandì Fotino definitivamente. In seguito questo imperatore trascorse altri periodi nella sua città natale, come nel corso della campagna contro Magnenzio (con quest'ultimo che tentò invano di assediare la città), durante l'inverno del 351/352 oppure dall'ottobre del 357 al maggio del 359, quando vi pose la sua corte imperiale (ampliando il preesistente palazzo imperiale) ed il suo quartier generale per le campagne militari condotte nella primavera di quello stesso anno contro gli Iazigi e gli alleati, Quadi. Il 10 ottobre del 361 le truppe del nipote di Costanzo II, Flavio Claudio Giuliano, sbarcarono a Bononia, da dove giunsero a Sirmium, ancora residenza della corte, che si arrese senza combattere. Qui Giuliano vi trascorse poco tempo, organizzando le forze in vista di un possibile scontro con Costanzo II, che non avvenne poiché morì evitando l'inizio di una nuova guerra civile. Pochi anni più tardi (fine del 363-inizi del 364), al tempo dell'imperatore Gioviano, Sirmio fu teatro di una rivolta di Batavi, i quali erano stati lasciati a guardia della città.

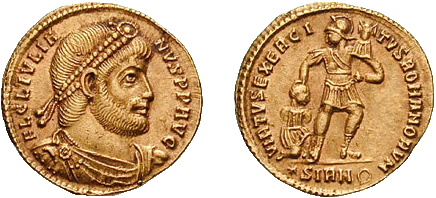
Solido di Giuliano, della zecca di Sirmio.

In seguito ad una nuova invasione di Quadi e Iazigi dei territori della Pannonia e della Mesia superiore (nel 374), Ammiano Marcellino racconta che lo stesso prefetto del Pretorio dell'Illirico, un certo Sesto Petronio Probo, che si trovava a Sirmio, pur avendo in un primo momento ipotizzato di fuggire dalla città, lasciandola in balia dei barbari, decise poi di rimanervi e di apprestarsi a resistere. Egli infatti decise di ripulire i fossati colmi di macerie, riparare i merli delle alte torri, la maggior parte delle mura, trascurate a causa di un lungo periodo di pace e di richiamare una coorte di arcieri Sagittari dal più vicino presidio per utilizzarla in un eventuale assedio. In seguito a questi eventi, l'intervento diretto dell'imperatore Valentiniano I, costrinse i barbari a ritirarsi (nel 375). Zosimo, infine, racconta che alla morte di Valentiniano I, il 17 novembre del 375, un fulmine si abbatté sulla città ed incendiò il foro e parte della reggia imperiale. Nel 376 la città divenne sede vescovile, mentre due anni più tardi, nel 378, Graziano vi sostò quattro giorni prima di raggiungere l'imperatore Valente, e poco dopo Teodosio I fu acclamato Augusto (nel 379).
Con l'avvento del Cristianesimo la città ne fu un importante centro di irradiazione nonché sede della diocesi di Sirmio e di cinque differenti concilii. In epoca romana Sirmio aveva un palazzo imperiale, un ippodromo, una zecca, un anfiteatro, un teatro e le terme.

### Dopo il V secolo

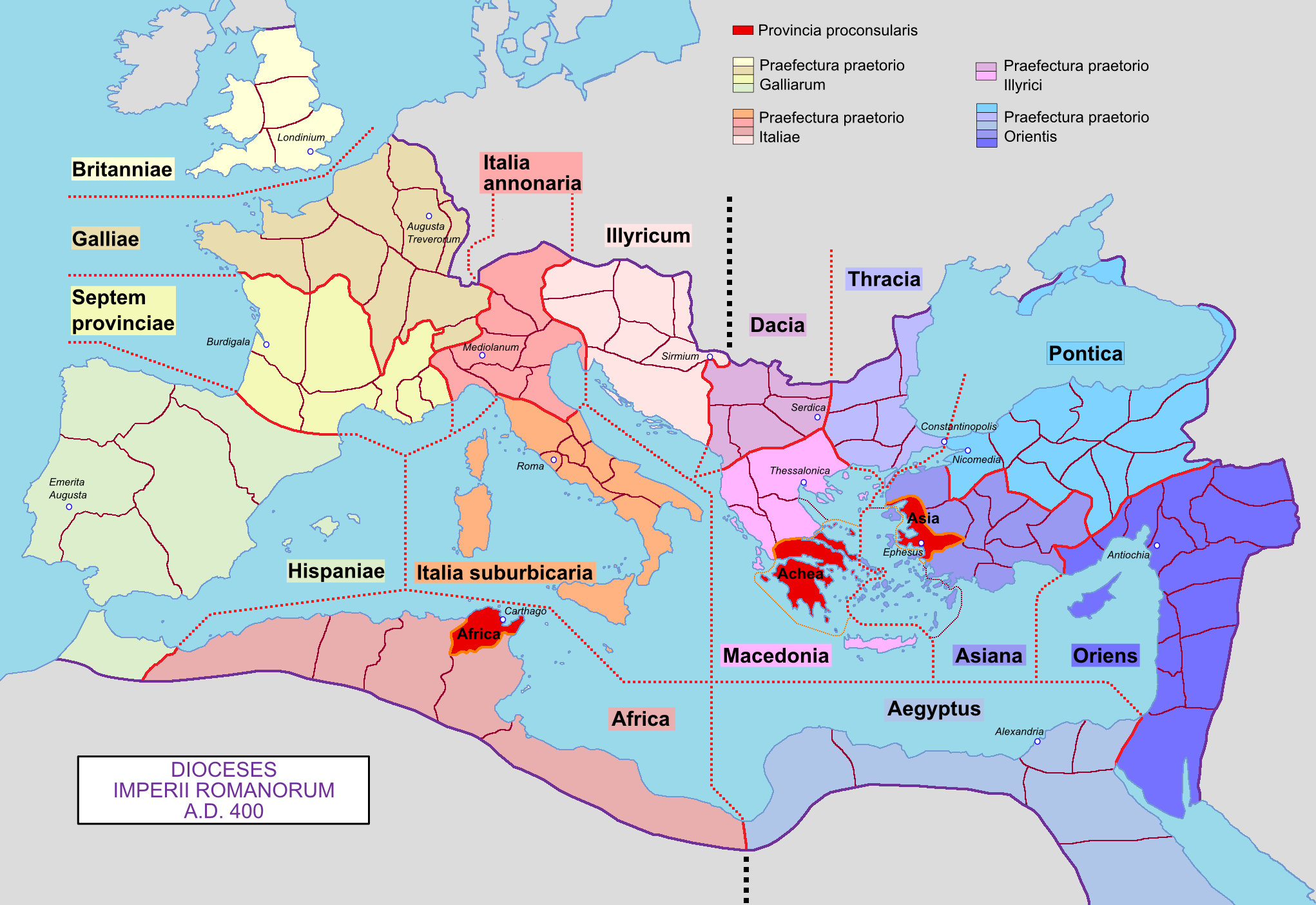
La divisione amministrativa dell'impero in prefetture e diocesi. La cartina, che riproduce la situazione alla fine del IV secolo d.C., mostra la parte occidentale dell'Illirico unita all'Italia (Sirmio inclusa), divisione che avvenne solo nel 395 d.C. Al tempo della tetrarchia, l'Illirico non era diviso.

Alla fine del secolo IV Sirmio fu presa dai Goti e poi annessa all'Impero Romano d'Oriente. Nel 441 fu conquistata dagli Unni e da quel momento rimase in mano a varie popolazioni barbariche come i Goti/Ostrogoti (dal tempo dell'imperatore Marciano, almeno a Teodorico il Grande) e Gepidi (dei quali fu anche temporaneamente capitale). Dal 567 Sirmio fu nuovamente inclusa nell'Impero Romano d'Oriente, per poi essere conquistata e distrutta dagli Avari nel 582.
Quasi seicento anni più tardi, nel 1167, nei suoi pressi fu combattuta un'importante battaglia, tra gli eserciti dell'Impero bizantino e del Regno di Ungheria. La decisiva vittoria dei bizantini costrinse gli ungheresi ad accettare la pace alle condizioni dettate da Costantinopoli.

## Archeologia del sito

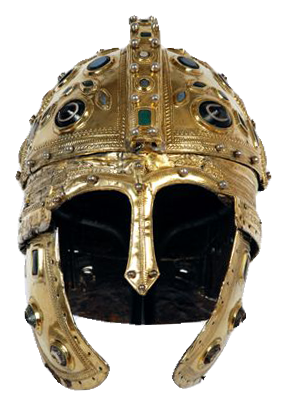
Elmo romano dorato rinvenuto nelle vicinanze di Sirmio, ora esposto al Museo di Novi Sad.

I primi scavi archeologici avvennero nel 1957 e nei primi anni settanta, sulla base dei primi ritrovamenti effettuati, alcuni archeologi americani, sponsorizzati dal governo degli Stati Uniti, offrirono ai cittadini di Sremska Mitrovica di ricostruire completamente la città in un'altra posizione, in modo da poter scavare sul sito dell'antica Sirmium. Il governo jugoslavo sembra però che si sia rifiutato, sebbene abbia successivamente limitato la costruzione di nuove opere architettoniche venendo incontro alle necessità archeologiche del sito. Durante i successivi lavori per un nuovo centro commerciale del 1972, un operaio accidentalmente ha rinvenuto una vecchia pentola di epoca romana, a circa 2 m di profondità. Più tardi sono poi state trovate 33 monete romane d'oro, chiuse in una custodia di pelle all'interno di una parete di un'abitazione romana, identificabili con un piccolo tesoretto di risparmi, nascosti da una ricca famiglia romana durante il periodo delle invasioni barbariche. Di questo straordinario ritrovamento, vi erano quattro monete coniate a Sirmio, di Costanzo II.
I lavori di scavo si sono succeduti negli anni successivi portando alla luce anche i resti di un palazzo imperiale (la cui costruzione potrebbe essere stata iniziata già sotto Marco Aurelio tra il 170 ed il 175, o più probabilmente al tempo di Galerio a partire dal 293 circa), un ippodromo degli inizi del IV secolo (scavato in minima parte, che misurava 430-500 metri di lunghezza ed una larghezza complessiva attorno ai 70 metri), un anfiteatro, terme romane (dette "Bagni Liciniani", databili attorno al 308-316), un granaio (horreum), aree commerciali ed industriali, lussuose residenze urbane, così come condomini a più piani (insulae) dove viveva la popolazione più povera (si parla di 100.000 abitanti nel IV secolo), oltre ad un'imponente cinta muraria ed un acquedotto (lungo 14 km) che portava le acque dalla sorgente Vranjaš della Fruška Gora. Fu inoltre istituita una zecca con due officine almeno a partire dal 320-326, durante il regno di Costantino I fino a Valentiniano I (le cui monete riportavano le scritte SIRM, SIROB, SM).

### Personaggi
- Augusto (inizio I secolo)
- Traiano e la conquista della Dacia (inizio II secolo)
- Marco Aurelio e le guerre marcomanniche (fine II secolo)

### Località geografiche
- Pannonia (provincia romana)
  - Aquincum
  - Carnuntum
  - Vindobona
- Mesia
  - Singidunum
  - Viminacium
  - Ratiaria
  - Oescus
  - Novae
- Sarmatia
- Diocesi di Sirmio
- Sremska Mitrovica